# Winder
Winder település az Amerikai Egyesült Államok Georgia államában, Barrow megyében, melynek megyeszékhelye is. Lakosainak száma 18 338 fő (2020. április 1.).

## Népesség
A település népességének változása:

| 2010 | 14 099 |
| 2020 | 18 338 |